# 澤寬
澤寬（？年—？年），费莫氏，字栗堂，荊州駐防滿洲鑲白旗人，附生。

## 生平
- 道光二十五年二月，候選知州捐輸經費，分發四川試用[1]
- 道光二十九年署井研縣知縣[2][3][4]
- 咸豐四年閏七月，代辦秀山縣知縣[5][6]
- 咸豐六年〔1856〕，署任四川鄰水縣知縣[7]
- 咸豐八年七月，勸捐辦圑出力，著俟補缺後以同知直隸州知州升用[8]
- 蒼溪縣知縣[9][10]
- 達縣知縣
- 簡州知州[11][12]。